# Колена Израилевы
Коле́на Изра́илевы (др.-евр. שִׁבְטֵי יִשְׂרָאֵל‬, шивтей Исраэль; арам. שִׁבְטַיָא דְיִשְׂרָאֵל
, шивтая дэ-Исраэль) — племена потомков двенадцати сыновей Иакова, образовавшие, согласно Священному Писанию, еврейский народ.

## Колена Израилевы
При первом перечислении колен Библия называет их именами двенадцати сыновей Иакова (Быт. 49:28) от двух жён — сестёр Лии и Рахили, и от служанок жён — Валлы (Билхи) и Зелфы (Зилпы):
- Шесть сыновей Лии: Рувим (Реувен); Симеон (Шимон); Левий (Леви); Иуда (Йехуда); Иссахар (Йисасхар); Завулон (Звулун);
- Два сына Рахили: Иосиф (Йосеф); Вениамин (Биньямин);
- Два сына Валлы (Билхи): Дан; Неффалим (Нафтали);
- Два сына Зелфы (Зилпы): Гад; Асир (Ашер).

У Иосифа были двое сыновей: Манассия (Мена́ше) и Ефрем (Эфраим), которых Иаков возвёл в родоначальники двух самостоятельных колен вместо их отца Иосифа (Быт. 48:5; ср. Нав. 14:4), что увеличило число колен до тринадцати.
Списки Израилевых колен в Библии не приводят колено Иосифа как самостоятельное, связывая его только с Ефремом и Манассией (Чис. 1:10). Повсеместно также делаются оговорки, исключающие колено Левия как посвящённое служению Богу. Так, оно не входит в счёт боеспособных мужчин (Чис. 1:47); не указано его место в порядке следования колен при переходах на пути в Ханаан (Чис. 2:33); и оно не получает удела в Земле Обетованной и в Заиорданье (Чис. 26:57, 62 и др.). Лишённое земельного надела, колено Левия фактически не включается в общий счёт, и выделение его из сообщества колен для выполнения только ему разрешённых функций восстанавливает первоначальное число двенадцати колен Израилевых. Предписания, касающиеся числа колен без их перечисления, также указывают 12 как их традиционное число (Исх. 28:9—12, 21). Таким образом, возможны два толкования двенадцати колен Израилевых: вышеперечисленные 14, за исключением либо Левия и Иосифа, либо обоих сыновей Иосифа.

## Уделы колен
В Земле обетованной каждое колено (кроме колена Левия: Нав. 13:14) получило свой удел.
- Дан в районе Яффы (Нав. 19:46) и Екрона (Нав. 19:43). В этом уделе жили амореи (Суд. 1:34).
- Асир в районе горы Кармил (Нав. 19:26), Акко (Суд. 1:31) и вплоть до Ахзива (Нав. 19:29) и Сидона (Нав. 19:28). Там продолжали жить ханаанеи (Суд. 1:32).
- Завулон включал Вифлеем (Нав. 19:15).
- Иссахар включал Фавор (Нав. 19:15).
- Вениамин включал Иерихон (Нав. 18:12), Гаваон (Нав. 21:17) и Иерусалим (Нав. 18:28). В этом пределе жили иевусеи (Суд. 1:21).
- Симеон включал Вирсавию (Нав. 19:2).
- Манасия включал Голанские высоты и Васан (Нав. 20:8), а также Мегиддо на западном берегу Иордана (Суд. 1:27). В этом уделе продолжали жить ханаанеи (Нав. 17:12).
- Гад — Галаад (Нав. 20:8), «за Иорданом к востоку» (Нав. 13:8) и Есевон (Нав. 21:39). Ранее в этой земле жили амореи (Суд. 10:8).
- Иуда — Хеврон (Нав. 20:7) до границы с Идумеей (Нав. 15:81) на западном берегу Мертвого моря (Нав. 15:5).
- Ефрем — Сихем (Нав. 20:7) и Вефиль (Суд. 4:5). В этом уделе продолжали жить ханаанеи (Нав. 16:10).
- Нефалим — Галилею (Нав. 20:7) и Кедес (Нав. 21:32).
- Рувим «за Иорданом к востоку» (Нав. 13:8), берега реки Арнон (Нав. 13:16), где ранее жили амореи (Нав. 13:21).

## Потерянные колена
После смерти в 928 г. до н. э. царя Соломона единое Израильское царство распалось на два царства — Иудею на юге (земли колен Иуды, Симеона и Вениамина) и Израиль на севере (территория проживания остальных девяти колен).
В 732—722 до н. э. Израильское царство было захвачено Ассирией; большая часть его населения была уведена в плен и расселена небольшими группами в различных областях этой огромной державы. Так началась первая еврейская диаспора. Основная масса израильтян постепенно была ассимилирована народами, среди которых они проживали.
В эпоху Второго Храма большинство еврейских семейств, видимо, уже не могло доказать свою принадлежность к тому или другому колену.
На сегодняшний день сознание племенной причастности сохранилось лишь у потомков колена Леви — левитов, часть из которых — коэны — даже хранит память о своём происхождении из рода Аарона.

## В Новом Завете
Согласно Новому Завету, Иоанн Креститель был священнического рода (Лук. 1:5); некая пророчица Анна происходила из колена Ашера (Лук. 2:36); а апостол Павел из Тарса — из колена Вениамина (Рим. 11:1). Число апостолов христианской церкви — 12 — носит символический характер и связано с числом сыновей Иакова и, соответственно, Израилевых колен.
В Апокалипсисе сказано о коленах Израилевых следующее: «И я слышал число запечатленных: запечатленных было сто сорок четыре тысячи из всех колен сынов Израилевых» (Откр. 7:4). Кроме того, вместо колена Ефрема там названо колено Иосифа. Отсутствует колено Даново.
- Колено Рувимово
- Колено Симеоново
- Колено Левия
- Колено Иудино

- Колено Иссахарово
- Колено Завулоново
- Колено Иосифово
- Колено Вениаминово

- Колено Даново
- Колено Неффалимово
- Колено Гадово
- Колено Асирово

## Современные группы, утверждающие, что являются потомками Израилевых колен

### Евреи
- Ашкеназы
- Сефарды
- Восточные евреи
- Йеменские евреи
- Крымчаки
- Бухарские евреи
- Эфиопские евреи

### Другие группы
- Бней-Менаше (Индия)
- Чёрные евреи (США)
- Бней-Эфраим
- Бней-Исраэль (Индия)
- Теория о происхождении кашмирцев от потерянных колен Израиля
- Евреи Игбо (Нигерия)
- Дом Израиля (Гана)
- Британский израилизм
- Макуя (Япония)
- Лемба (Южная Африка)
- Другие многочисленные группы

## Комментарии
1. ↑  Изначально колено Симеона, согласно Библии, получило земли внутри удела Иуды (на юге будущего Иудейского царства), но считается, что к моменту распада единого Израильского царства Симеоново колено либо очень сильно ассимилировалось с более воинственным и многочисленным Иудиным коленом[3], либо, оставив свои земли, мигрировало на территорию северных колен[4].